# كويفاس باخاس
بلدية كويفاس باخاس (بالإسبانية: Cuevas Bajas) هي بلدية تقع في مقاطعة مالقة التابعة لمنطقة أندلوسيا جنوب إسبانيا.

## الديموغرافيا
بلغ عدد سكان بلدية كويفاس باخاس 1.482 نسمة عام 2011 (وفقاً للمعهد الوطني الإسباني للإحصاء).
| 1.516 | 1.438 | 1.446 | 1.462 | 1.441 | 1.454 | 1.482 |

## توأمة
لكويفاس باخاس اتفاقيات توأمة مع:
- لا بيسبال ديل أمبوردان